# Drakei
Das Dorf Drakei (griechisch Δρακαίοι (m. pl.)) liegt im Nordwesten der griechischen Insel Samos an den nördlichen Ausläufern des Kerkis auf etwa 300 m Höhe. Drakei hat 89 Einwohner, die kleine Küstensiedlung Agios Isidoros (Όρμος Αγίου Ισιδώρου) 23 Einwohner.
Ältestes Zeugnis im Ort sind die Fresken aus dem 13. Jahrhundert in der Friedhofskirche Agios Georgios, einer der ältesten Kirchen der Insel. Während der Hegemonie bildete Drakei zusammen mit Prinia die Gemeinde Kalabachtasi (Δήμος Καλαμπαχτασίων).
Drakei ist das abgelegenste Dorf auf Samos und nur über Kallithea erreichbar. In der Hoffnung, den Bau einer Straße in die näher gelegene Stadt Karlovasi zu erreichen, entschieden sich die Bewohner gegen die Zugehörigkeit zu Marathokambos. Der Straßenbau wird seit etwa 30 Jahren gefordert. Nur zweimal wöchentlich existiert eine Busanbindung.
Die Einwohner leben fast ausschließlich vom Olivenanbau und betreiben zusätzlich Tierhaltung, früher wurde in der Umgebung auch Holzkohle produziert. In Agios Isidoros ist eine der letzten Kaíki-Werften der Ägäis.
Mit der Umsetzung der Gemeindereform nach dem Kapodistrias-Programm im Jahr 1997 erfolgte die Eingliederung von Drakei in die Gemeinde Karlovasia. Die Verwaltungsreform 2010 führte die ehemaligen Gemeinden der Insel zur Gemeinde Samos zusammen. Seit der Korrektur der Verwaltungsreform 2019 in zwei Gemeinden zählt Drakei zur Gemeinde Dytiki Samos.
Aufgrund der abgeschiedenen Lage führt der seit Jahren anhaltende Bevölkerungsrückgang zu einer Überalterung des Dorfes.
Einwohnerentwicklung von Drakei
| Name                 | griechischer Name             | Code       | 1913 | 1920 | 1928 | 1940 | 1951 | 1961 | 1971 | 1981 | 1991 | 2001 | 2011 |
| -------------------- | ----------------------------- | ---------- | ---- | ---- | ---- | ---- | ---- | ---- | ---- | ---- | ---- | ---- | ---- |
| Drakei               | Δρακαίοι (m. pl.)             | 5602010301 | 285  | 272  | 280  | 315  | 254  | 215  | 188  | 163  | 148  | 118  | 89   |
| Ormos Agiou Isidorou | Όρμος Αγίου Ισιδώρου (m. sg.) | 5602010302 |      |      | 15   |      |      |      |      |      |      | 11   | 23   |
| Gesamt               | Gesamt                        | 56020103   |      | 272  | 295  | 315  | 254  | 215  | 188  | 163  | 148  | 129  | 112  |